# Amerykańskie psy
Amerykańskie psy (ang. Dogfight) – amerykański film melodramatyczny w reżyserii Nancy Savoca z 1991 roku. Zdjęcia kręcono w San Francisco oraz Seattle.
Na terenie Stanów Zjednoczonych obraz był wyświetlany premierowo jedynie w dwóch kinach, po czym dość szybko został wydany na wideo. Zyski z produkcji na rynku amerykańskim wyniosły 394 631 dolarów.
Poza oryginalną ścieżką dźwiękową w filmie pojawiają się utwory takich artystów jak: Bob Dylan, Joan Baez, Pete Seeger czy Malvina Reynolds.

## Opis fabuły
Akcja rozgrywa się w 1963 roku. Eddie Birdlace, 18 letni chłopak, żołnierz Marines ma przed sobą ostatni wieczór przed wyjazdem do Wietnamu. Eddie, podobnie jak reszta jego kompanów z wojska, próbuje podrywać różne kobiety na ulicy, chcąc zaprosić je na przyjęcie, podczas którego ma zostać urządzony konkurs na najbrzydszą zaproszoną towarzyszkę. Siedząc w małym barze, po nieudanej próbie nawiązania kontaktu ze starszą właścicielką, zauważa siedzącą samotnie i grającą na gitarze dziewczynę, Rose. Zaczyna z nią rozmawiać i po chwili zaprasza na imprezę. Rose jest początkowo szczęśliwa, mogąc towarzyszyć Eddiemu, jednak czuje się urażona, gdy poznaje zasady gry urządzonej przez chłopców.

## Obsada
- River Phoenix – Eddie Birdlace
- Lili Taylor – Rose
- E.G. Daily – Marcie
- Richard Panebianco – Berzin
- Anthony Clark – Oakie
- Mitchell Whitfield – Benjamin
- Holly Near – matka Rose
- Brendan Fraser – marynarz